# رالف إميري
رالف إميري (بالإنجليزية: Ralph Emery)‏ هو مقدم برامج إذاعية ومغن مؤلف أمريكي، ولد في 10 مارس 1933 في ماكوين في الولايات المتحدة.

## وصلات خارجية
- رالف إميري على موقع IMDb (الإنجليزية)
- رالف إميري على موقع ميوزك برينز (الإنجليزية)
- رالف إميري على موقع أول موفي (الإنجليزية)
- رالف إميري على موقع قاعدة بيانات الفيلم (الإنجليزية)